# خورخه گواگوا
خورخه گواگوا (انگلیسی: Jorge Guagua؛ زاده ۲۸ سپتامبر ۱۹۸۱) یک بازیکن فوتبال اهل اکوادور است.
وی همچنین در تیم ملی فوتبال اکوادور بازی کرده‌است.